# Kwasica metaboliczna
Kwasica metaboliczna – stan zaburzenia równowagi kwasowo-zasadowej, w którym dochodzi do nagromadzenia we krwi nadmiernych ilości substancji o charakterze kwaśnym lub zmniejszania się stężenia substancji o charakterze zasadowym (głównie anionów wodorowęglanowych) i w efekcie tego do obniżenia jej pH.

## Skutki
- nasilenie katabolizmu białek i tłuszczów
- nasilenie aktywności enzymów biorących udział w oddychaniu beztlenowym (wiąże się z tym najczęściej wzrost stężenia kwasu mlekowego we krwi)
- obniżenie wrażliwości mięśni naczyń krwionośnych na noradrenalinę

## Przyczyny
Spadek stężenia jonów wodorowęglanowych i pH krwi może mieć następujące przyczyny:
1. cukrzycowa kwasica ketonowa (ketokwasica cukrzycowa)
2. alkoholowa kwasica ketonowa (ketokwasica alkoholowa)
3. kwasica mleczanowa
  - typ A: związany z niedotlenieniem tkankowym (aktywacją szlaków oddychania beztlenowego), np. we wstrząsie
  - typ B: niezwiązany z niedotlenieniem tkanek (mechanizm nie jest do końca zrozumiały)
    - w cukrzycy, chorobach nerek, chorobach wątroby, nowotworach
    - związany z lekami, toksynami, środkami chemicznymi, np. etanol, salicylany, fruktoza
    - związany z wrodzonymi zaburzeniami metabolicznymi, np. zaburzenie spichrzania glikogenu typu I, niedobór wątrobowego bifosforanu fruktozy
4. niewydolność nerek
5. biegunka (utrata jonów wodorowęglanowych)
6. zatrucie alkoholem metylowym lub glikolem etylenowym
7. przedawkowanie salicylanów
8. przedawkowanie paracetamolu

## Objawy
- zaburzenia oddechowe (oddech przyspieszony, tzw. „oddech gonionego psa”, oddech Kussmaula)
- zaburzenia elektrolitowe (najczęściej hiperkaliemia)
- zaburzenia świadomości
- zaburzenia rytmu serca
- zaburzenia kontroli ciśnienia tętniczego krwi (hipotonia lub hipertonia, w zależności od przyczyny)== Klasyfikacja ICD10 ==

| kod ICD10         | nazwa choroby                                                                 |
| ----------------- | ----------------------------------------------------------------------------- |
| ICD-10: E87       | Inne zaburzenia bilansu płynów, elektrolitów i równowagi kwasowo-zasadowej    |
| ICD-10: E87.2     | Kwasica Kwasica BNO Kwasica mleczanowa Kwasica metaboliczna Kwasica oddechowa |
| ICD-10: E10-E14   |                                                                               |
| ICD-10: E10-E14.1 | Kwasica cukrzycowa                                                            |
| ICD-10: P74       | Inne przemijające zaburzenia elektrolitowe i metaboliczne noworodków          |
| ICD-10: P74.0     | Późna kwasica metaboliczna noworodka                                          |

Przeczytaj ostrzeżenie dotyczące informacji medycznych i pokrewnych zamieszczonych w Wikipedii.